# Channel One Cup 2020
Channel One Cup 2020 byl hokejový reprezentační turnaj, který se konal 17. – 20. prosince 2020 za účasti hokejových reprezentací České republiky, Finska, Švédska a Ruska. 

## Zápasy
| 17. prosince 2020 | Finsko | 4 : 3 (2:1, 2:2, 0:0) | Česko |  |  |

| Zpráva |

| 17. prosince 2020 | Švédsko | 3 : 4 SN (1:0, 0:1, 2:2, 0:0, 0:1) | Rusko |  |  |

| Zpráva |

| 19. prosince 2020 | Finsko | 1 : 4 (0:0, 0:2, 1:2) | Švédsko |  |  |

| Zpráva |

| 19. prosince 2020 | Rusko | 4 : 1 (2:1, 0:0, 2:0) | Česko |  |  |

| Zpráva |

| 20. prosince 2020 | Česko | 4 : 1 (0:1, 3:0, 1:0) | Švédsko |  |  |

| Zpráva |

| 20. prosince 2020 | Rusko | 5 : 1 (1:0, 2:1, 2:0) | Finsko |  |  |

| Zpráva |

## Tabulka
| Poř. | Tým     | Z | V | VP | PP | P | VG | OG | B |
| ---- | ------- | - | - | -- | -- | - | -- | -- | - |
| 1.   | Rusko   | 3 | 2 | 1  | 0  | 0 | 13 | 5  | 8 |
| 2.   | Švédsko | 3 | 1 | 0  | 1  | 1 | 8  | 9  | 4 |
| 3.   | Finsko  | 3 | 1 | 0  | 0  | 2 | 6  | 12 | 3 |
| 4.   | Česko   | 3 | 1 | 0  | 0  | 2 | 8  | 9  | 3 |